# Райхман, Леонид Фёдорович
Леонид Фёдорович Райхман (настоящие имя и отчество — Элиза́р Фа́йтелевич; 27 декабря 1908, Нововоронцовка — 14 марта 1990, Москва) — сотрудник органов государственной безопасности, генерал-лейтенант (1945—1957).

## Биография

### Ранние годы
Родился 27 декабря 1908 года в местечке Нововоронцовка Ново-Воронцовской волости Херсонского уезда в семье ремесленника.
В 1917 году окончил 2 класса школы. В 1921—1922 годах — ученик столяра в столярно-кустарной мастерской в Прилуках, с 1923 года учился в профшколе и работал грузчиком в Екатеринославе, с 1926 года — конторщик, счетовод конторы «Погрузка» в Кривом Роге, с 1927 года — секретарь Криворожского горкома Союза пищевиков, с 1928 года — столяр деревообделочной фабрики в Кривом Роге.
В 1930—1931 годах служил в 7-м стрелковом полку РККА в Севастополе.
После демобилизации поселился в Ленинграде. В 1931—1932 годах работал заведующим кадрами деревообделочного комбината № 6. С декабря 1931 года член ВКП(б).

### В органах госбезопасности
С декабря 1931 года был негласным сотрудником ОГПУ, с апреля 1932 года работал помощником уполномоченного Полномочного представительства Объединённого государственного политического управления Ленинградского военного округа (ПП ОГПУ ЛВО) по Петроградскому району, с 1933 года — уполномоченным 1-го отделения, с 1935 года — оперуполномоченным 2-го отделения секретно-политического отдела ПП ОГПУ ЛВО — УГБ УНКВД Ленинградской области, с 16 апреля 1937 года — помощником начальника 1-го отделения 4-го отдела УГБ УНКВД Ленинградской области.
С 1 июня 1937 года работал в центральном аппарате НКВД в Москве. 1 июня — 1 декабря 1937 года — помощник начальника 1-го отделения 4-го (секретно-политического) отдела ГУГБ НКВД СССР. 1 декабря 1937 — июнь 1938 года — начальник 1-го отделения 4-го отдела ГУГБ НКВД СССР. Июнь — октябрь 1938 года — начальник 5-го отделения 4-го (секретно-политического) отдела 1-го Управления НКВД СССР. Октябрь 1938 — 1 января 1940 года — начальник 5-го отделения 2-го (секретно-политического) отдела ГУГБ НКВД СССР. 1 января 1940 — 26 февраля 1941 года — заместитель начальника 2-го отдела ГУГБ НКВД СССР. 26 февраля — 31 июля 1941 года — заместитель начальника 2-го Управления НКГБ СССР. 31 июля 1941 — 16 мая 1943 года — заместитель начальника 2-го Управления НКВД СССР. 20 мая 1943 — 19 октября 1951 года — заместитель начальника 2-го Управления (с 4 июня 1946 года 2-го Главного управления) НКГБ-МГБ СССР.
Занимался делом «Союза марксистов-ленинцев» (1932), делом «ленинградской контрреволюционной зиновьевской группы Сафарова, Залуцкого и других» (1934), делом «Московского центра» (1935), делом «Антисоветского объединённого Троцкистско-зиновьевского блока», а также делом «Параллельного антисоветского троцкистского центра» (1936). 28 апреля 1937 года был произведён в лейтенанты госбезопасности, минуя звание младшего лейтенанта госбезопасности.
После перевода из Ленинграда в Москву в должности начальника отделения в секретно-политическом отделе руководил агентурно-оперативной работой в среде творческой интеллигенции. Преподавал некоторые специальные дисциплины на курсах подготовки руководящих кадров ведомства. С 1939 года курировал среди прочего специального агента Николая Кузнецова, который под кодовым именем «Колонист» занимался «оперативной разработкой» иностранных дипломатов.
В конце сентября 1939 года был послан во Львов, где под крышей некоего фиктивного научного учреждения искал подходы к главе униатов митрополиту Шептицкому, а также занимался предварительным отбором польских военнопленных для нужд советской контрразведки. Весной 1940 года входил в группу лиц, которым было поручено подготовить выполнение Постановления Политбюро ЦК ВКП(б) о ликвидации польских офицеров. В его задачу входила работа по сбору и систематизации материалов на офицеров, имевших отношение к пленению солдат армии Тухачевского под Варшавой в 1920 году, а также к их содержанию в лагерях для военнопленных. В сентябре 1941 года руководил опергруппой по переселению немцев Поволжья из Саратовской области. Позднее обеспечивал безопасность эвакуированных в Куйбышев иностранных дипломатов. В годы войны в его обязанность входило поддержание контактов с Оперативным управлением Генштаба, а его главной задачей была очистка освобождённых территорий от вражеской агентуры. По поручению Берии курировал «польский вопрос». С октября 1943 по январь 1944 года — ещё до прибытия «комиссии Бурденко» — возглавлял опергруппу НКВД на месте расстрела польских военнопленных в Катыни. Решением Правительственной комиссии по Нюрнбергскому процессу от 24 мая 1946 года был включён в группу подготовки материалов и свидетелей по Катынском делу для Нюрнберга. В 1946—1951 годах руководил во Львове операциями против оуновских отрядов.

### Первый арест
Арестован 19 октября 1951 года при исполнении по «делу о сионистском заговоре в МГБ» («дело Абакумова»). Обвинён в том, что, «являясь участником изменнической группы, проводил в органах МГБ СССР вредительскую работу, направленную на подрыв государственной безопасности Советского Союза; вместе со своими сообщниками обманывал ЦК КПСС, скрывая преступные провалы в контрразведывательной работе органов госбезопасности по борьбе с агентурой иностранных разведок и националистическим подпольем; будучи убеждённым еврейским националистом, распространял вражескую клевету на национальную политику партии и Советского правительства». На следствии подвергался пыткам с принуждением к самооговору и даче заведомо ложных показаний против сообщников. Освобождён из заключения 21 марта 1953 года по приказу министра внутренних дел СССР Л. Берии как «безвинно пострадавший». Назначен 9 мая 1953 года начальником контрольной инспекции при министре внутренних дел СССР. После падения и ареста самого Л. Берии 4 июля 1953 года смещён с должности и 17 июля уволен из МВД с формулировкой «по служебному несоответствию».

### Второй арест
Арестован 21 августа 1953 года «за тяжкое преступление против КПСС». Обвинялся по статье 193-17"б" УК РСФСР («подозрение в превышении полномочий при исполнении служебных обязанностей»). Осуждён ВКВС СССР 15 августа 1956 года к 10 годам заключения с последующим поражением в правах на 3 года. По Указу ПВС СССР от 27 марта 1953 года «Об амнистии» срок наказания сокращён до 5 лет. С учётом ранее отбытого в заключении (октябрь 1951 — март 1953) 10 ноября 1956 года освобождён из Бутырской тюрьмы, где содержался после приговора.
Исключён из КПСС. 29 марта 1957 года лишён всех наград, а 10 сентября 1957 года — звания генерал-лейтенанта ГБ.

### Последующие годы
В дальнейшем работал юрисконсультом в Москве. В последние годы жизни занимался исследованиями в области космологии, написал две книги — «Диалектика бытия небесных тел» и «Механизм солнечной активности».
Умер 14 марта 1990 года в Москве от рака лёгких. Похоронен на Введенском кладбище.
4 апреля 2003 года Главная военная прокуратура отказала в его реабилитации.
С 1941 года вторым браком был женат на балерине Ольге Лепешинской, после освобождения из заключения в 1953 году к жене не вернулся.

### Звания
- Сержант государственной безопасности (23 марта 1936);
- Лейтенант государственной безопасности (28 апреля 1937, произведён, минуя звание младшего лейтенанта государственной безопасности);
- Старший лейтенант государственной безопасности (5 ноября 1937);
- Капитан государственной безопасности (25 апреля 1939);
- Майор государственной безопасности (14 марта 1940);
- Старший майор государственной безопасности (12 июля 1941);
- Комиссар государственной безопасности (14 февраля 1943);
- Комиссар государственной безопасности 3-го ранга (2 июля 1945);
- Генерал-лейтенант (9 июля 1945)
- Лишён звания генерал-лейтенанта 10 сентября 1957 года.